# Оборін Лев Миколайович
Лев Микола́йович Оборін (*29 серпня 1907, Москва — †5 січня 1974) — радянський піаніст, педагог, народний артист СРСР.
Народився у Москві у сім'ї інженера. В 1921—1926 р. навчався у Московській консерваторії по двох спеціальностях: «фортепіано» (клас К. Н. Ігумнова, в аспірантурі в нього ж) і «композиція» (клас Г. Е. Конюса, потім Г. Л. Катуара й Н. Я. М'ясковського).
Оборін став одним із перших радянських піаністів, що брали участь у міжнародних конкурсах. Після тріумфальної перемоги на І Міжнародному конкурсі ім. Ф. Шопена (Варшава, 1927, І премія) почав інтенсивну концертну діяльність у СРСР і за рубежем. В окремі сезони давав до 100 сольних концертів, що змусило його залишити компонування музики.
З 1928 і до останнього року життя Оборін викладав в Московській консерваторії. Серед його учнів — В. Ашкеназі, М. Воскресенський, Т. Кравченко та інші.